# Kosutány Ignác
Kosutány Ignác (Mátészalka, 1851. július 6. – Budapest, 1940. január 20.) jogász, egyházjogász, egyetemi tanár.

## Életpályája
A gimnáziumot Szatmárnémetiben végezte el. 1869-ben került a pesti egyetemre jogot hallgatni. Az egyetem elvégzése után, 1875-ben a pécsi joglíceumban az egyházjog és jogtörténelem tanára lett. Itt több lapnak is munkatársa volt. 1896-tól a Pozsonyi Jogakadémia oktatója lett. 1900-ban került a kolozsvári egyetemre mint nyilvános rendkívüli tanár, 1901-től már nyilvános rendes tanár volt. Két ízben volt dékánja a jogi karnak (1906–1907, 1913–1914), 1912–1913-ban pedig az egyetem rektora. Rektori székfoglaló beszédét az erdélyi római katolikus autonómiáról tartotta.  
Az első világháború után Erdély román megszállásával az egyetem működése lehetetlenné vált, a menekült egyetem 1921-ben Szegeden telepedett meg. Itt  az egyházjogi tanszék élére  került. A tanszék élén 1927-ig működött, amikor nyugdíjba  ment.  Nyugdíjas éveit Budapesten töltötte, itt érte a halál 1940-ben 89 éves korában.

## Munkássága
Fő kutatási területe az alkotmányjog, jogtörténelem és egyházjog volt. Számos könyvet, egyházjogi tanulmányt írt. 

### Művei (válogatás)
- A magyar alkotmány és jogtörténelem tankönyve. 1. köt. Budapest, 1895.
- Az egyházi vagyon tulajdonjogának alanyáról általában, s különösen Magyarországon. Budapest, 1897.
- Egyházjog. A magyarországi egyházak alkotmánya és közigazgatása. 1. köt. Kolozsvár, 1903. (3. kiad. 1906)
- A magyarországi egyházkak alkotmányának és közigazgatási jogának rövid foglalata. Szeged, 1923.
- Bevezetés a kánoni perjogba. Szeged, 1924.
- A Habsburgokról. Pásztortűz, 1921., II. kötet, 24. sz., 203-211. p.
- Célkitűzések. Pásztortűz, 1921., II. kötet, 28. sz., 500-502. p.
- Egy kis statisztika. Pásztortűz, 1921., II. kötet, 32. sz., 761-763. p.